# Aléxandros Sakellaríou
Pour les articles homonymes, voir Sakellários.
La Grèce a officiellement adopté le calendrier grégorien le 16 février 1923 (qui est devenu le 1er mars). Toutes les dates antérieures à cette date, sauf indication contraire, sont les anciennes.
Aléxandros Pilátos Sakellaríou, en grec moderne : Αλέξανδρος Πιλάτος Σακελλαρίου, (1er janvier 1887-7 juillet 1982) est un amiral grec et une personnalité politique, qui a commandé la marine de guerre hellénique durant la Seconde Guerre mondiale .

## Biographie

### Début de carrière
Aléxandros Sakellaríou naît le 1er janvier 1887, dans le village de Mándra, près d'Éleusis, en Grèce. Il entre à l'Académie navale hellénique, le 4 novembre 1902 et obtient son diplôme d'enseigne de vaisseau, le 8 juillet 1906. Il participe au coup d'État de Goudi, en août 1909, et est promu sous-lieutenant, le 29 mars 1910, puis lieutenant de classe II, le 2 juillet 1913.
Pendant les guerres balkaniques, de 1912-1913, il sert à bord du navire amiral grec, le croiseur cuirassé Georgios Averoff. Avec ce navire, il combat à la bataille d'Elli et la bataille de Lemnos, puis il participe à la capture de Lemnos, Imbros, Samothrace, Ténédos, le Mont Athos, Lesbos, Kavala et Alexandroúpoli. Après les guerres des Balkans, il est promu le 2 novembre 1914, lieutenant de première classe (avec effet rétroactif au 17 octobre). Royaliste convaincu, il est démis de ses fonctions dans la marine, le 21 juin 1917, après l'exil du roi Constantin Ier et la prise de pouvoir, à Athènes, par Elefthérios Venizélos. Il est traduit en cour martiale et condamné à trois ans de prison à la forteresse d'Izzeddin, à Souda, en Crète.
Le 10 novembre 1920, à la suite de la victoire électorale des partis royalistes anti-venizélistes, il est rappelé au service actif ; sa révocation et sa peine sont annulées. Sakellaríou est promu lieutenant-commandant, le 2 décembre 1920, rétroactivement au 21 décembre 1917, et le même jour promu à nouveau commandant, également rétroactivement au 26 juin 1920. Avec son nouveau grade, il participe aux opérations navales de la guerre gréco-turque de 1919-1922, en tant que capitaine des destroyers Lonchi (en) (1920-1921), Ierax (1921) puis du Niki (en) (1922). Après la défaite grecque à la guerre et la révolution du 11 septembre 1922, il est démis de ses fonctions, le 12 septembre 1923, avec le grade de capitaine à la retraite. Peu de temps après, la tentative avortée de coup d'État des royalistes Leonardopoulos et Panagiotis, a lieu et il est brièvement arrêté et interrogé, mais il est libéré au bout de quelques jours. Le 25 février 1925, il reçoit la Croix de la Vaillance en or, pour son action pendant la guerre gréco-turque.

### Entre-deux-guerres et Seconde Guerre mondiale
Comme beaucoup d'autres officiers royalistes, Sakellaríou est réintégré par la dictature de Theódoros Pángalos, le 24 juillet 1925, avec son ancien grade actif de commandant. Il est capitaine du navire auxiliaire Amfitriti, en 1925, et du destroyer Aetos, en 1926, puis il occupe les postes de commandant de la zone de défense navale de Thessalonique (1926-1927), de l'école de guerre navale (1928-1929), et de capitaine du navire-école de la marine Aris, en 1930.
Promu capitaine, le 22 octobre 1932, il est directeur général de la base navale de Salamine et commandant de la flottille de destroyers (1932-1935). Promu contre-amiral, le 23 mars 1935, il est président de la cour martiale extraordinaire qui juge les hommes politiques ayant participé à la tentative de coup d'État Vénizéliste, en mars. En 1935-1936, il est le chef de la Flotte légère et, à ce poste, il joue un rôle clé dans le coup d'État, sans effusion de sang, de Geórgios Kondýlis, le 10 octobre 1935, qui abolit rapidement la deuxième République hellénique et restaure la monarchie.
Il devient chef de l'état-major général de la Marine, en janvier 1937 et occupe ce poste (avec une brève interruption en août-septembre 1938) jusqu'au lendemain de l'invasion allemande de la Grèce, en avril 1941,. Dans le chaos de l'invasion allemande, et à la suite du suicide du Premier ministre Aléxandros Korizís, le 18 avril, le roi George II nomme Sakellaríou, ministre des affaires navales et vice-Premier ministre (Emmanouil Tsouderos prenant ses fonctions de Premier ministre, le 20 avril). Face à l'avance allemande et aux lourdes pertes subies par les navires de surface du fait de la Luftwaffe, Sakellaríou ordonne aux navires restants d'évacuer la Grèce vers l'Égypte, sous contrôle britannique, où le roi grec et son gouvernement arriveront plus tard pour former un gouvernement en exil, qui sera basé au Caire, jusqu'à la Libération en 1944.
Sakellaríou suit le gouvernement en Crète et de là, à bord du HMS Auckland, à Alexandrie. Il démissionne de ses fonctions gouvernementales le 2 mai 1942, mais reste à la tête de la flotte en exil jusqu'à sa retraite, le 26 décembre 1943, avec le grade de vice-amiral à la retraite.

## Carrière d'après-guerre
Après la Libération, aux élections législatives de 1946, il se présente avec succès au Parlement, dans le nome d'Attique-Béotie (en), à la tête de son propre parti, le Parti national panhellénique (qui fait partie de l'alliance Alignement uni des nationalistes (en)). Le 29 août 1947 il est nommé ministre de l'approvisionnement et ministre pro tempore, de la marine marchande, dans le cabinet de Konstantinos Tsaldaris. Dans le cabinet suivant de Themistoklis Sophoulis, il est de nouveau ministre des affaires navales (jusqu'au 18 novembre 1948).
Le 31 juillet 1946, il reçoit la Croix de guerre de première classe et la Médaille pour actes exceptionnels, pour son rôle dans la Seconde Guerre mondiale. Le 4 septembre 1946, il est brièvement rappelé au service actif, promu rétroactivement au grade de vice-amiral, à partir du 31 décembre 1943, et sa retraite est fixée au 1er janvier 1944. Le 1er juillet 1947, en reconnaissance de son rôle à la tête de la marine grecque, pendant la Seconde Guerre mondiale, il reçoit la plus haute décoration grecque pour bravoure, la Croix de Commandeur de la Croix de la Vaillance.
Lors des élections législatives de 1950 (en), il est à nouveau élu au Parlement pour l'Attique-Béotie. Enfin, dans le cabinet de Nikólaos Plastíras, de 1951 à 1952, Sakellaríou est nommé ministre de la Défense nationale, jusqu'à sa démission, le 31 mars 1952. Il meurt à Athènes le 7 juillet 1982.

## Œuvres
En tant qu'officier d'active, Sakellariou a rédigé le manuel de navigation de la marine grecque en 1915, ainsi qu'une étude historique sur l'utilisation de l'artillerie dans la fin de l'Empire byzantin (Ιστορία του Πυροβολικού κατά την Δύσιν της Μεσαιωνικής Ημών Αυτοκρατορίας, 1926 - en français : Histoire de l'artillerie à l'ouest de notre empire médiéval). En 1945, il rédige l'étude Η Θέσις της Ελλάδος εις τον Δεύτερον Παγκόσμιον Πόλεμον (en français : La position de la Grèce pendant la Seconde Guerre mondiale) sur le rôle de la Grèce pendant la Seconde Guerre mondiale. Il a ensuite écrit une série de mémoires, en commençant par Ταξιδεύοντας (en français : Voyager, 1957), Απ' τις Γέφυρες και τα Καρρέ (en français : Des ponts et des carrés, 1967), Ένας Ναύαρχος Θυμάται (en français : Un amiral se souvient) et Απομνημονεύματα ενός Ναυάρχου (en français : Mémoires d'un amiral).

### Source de la traduction
- (en) Cet article est partiellement ou en totalité issu de l’article de Wikipédia en anglais intitulé « Alexandros Sakellariou » (voir la liste des auteurs).